# Koba Cakadze
Koba Cakadze (gruzinsko კობა წაქაძე, rusko Ко́ба Варденови́ч Цака́дзе), gruzinski smučarski skakalec, * 19. maj 1934, Bakuriani, Sovjetska zveza.
Cakadze je za Sovjetsko zvezo nastopil na zimskih olimpijskih igrah  v letih 1956, 1960,  1964 in 1972. Najboljši posamični uvrstitvi je dosegel z devetima mestoma v letih 1960 na veliki skakalnici in 1972 na srednji skakalnici. Na svetovnih prvenstvih je prav nastopil štirikrat, v letih 1958, 1962, 1966 in 1970. Najboljši posamični uvrstitvi je dosegel s petim mestom leta 1962 in šestim leta 1966, obakrat na srednji skakalnici. V svojem edinem nastopu na svetovnih prvenstvih v poletih leta 1973 je zasedel 25. mesto. Na Turneji štirih skakalnic je v svoji karieri nastopil desetkrat. Prvič v sezoni 1955/56, ko je zmagal na tretji postaji turneje v Innsbrucku in dosegel peto mesto v skupnem seštevku turneje. Še mesto višje v skupnem seštevku turneje je bil v sezoni 1960/61, ko je zmagal na drugi postaji turneje v Garmisch-Partenkirchnu. Še dvakrat je bil sedmi v seštevku turneje, tudi v svojem zadnjem nastopi v sezoni 1971/72. Njegov osebni rekord je 142 metrov, ki ga je postavil 10. februarja 1967 na letalnici Vikersundbakken v Vikersundu v Tednu smučarskih poletov. Še danes velja za aktualni gruzijski državni rekord v smučarskih skokih.
Njegov sin Kaha je bil prav tako smučarski skakalec, za Gruzijo je trikrat nastopil na zimskih olimpijskih igrah.